# قطعنامه ۲۰۱۸ شورای امنیت
قطعنامه ۲۰۱۸ شورای امنیت سازمان ملل متحد که در تاریخ ۳۱ اکتبر ۲۰۱۱ ( ۰۹ آبان ۱۳۹۰ ) تصویب شد، سندی بین‌المللی دربارهٔ صلح و امنیت در آفریقا است. این قطعنامه طی نشست ۶۶۴۵ام با ۱۵ رای موافق، ۰ مخالف و ۰ ممتنع تصویب شد.